# Nomada snowii
Nomada snowii är en biart som beskrevs av Cresson 1878. Nomada snowii ingår i släktet gökbin, och familjen långtungebin. Inga underarter finns listade i Catalogue of Life.